# Пибахтино
Пибахтино (мар. Пивактын почиҥга) — деревня в Верх-Ушнурском сельском поселении Советского района Республики Марий Эл России.

## География
Деревня расположена на реке Шуй в 18 км к северо-востоку от посёлка Советский.

## История
Люди переселились сюда из Кукмари. До 1917 года деревня входила в Конганурскую волость Уржумского уезда Вятской губернии
Впервые казённая деревня Могул (Пибахтино) в документах архива упоминается в списке населённых мест Уржумского уезда на 1836 г. В деревне было 10 дворов, в них проживали 90 жителей. Из них − 43 мужского пола и 47 женского пола. (Основание: ф. 574,оп. 1. д. 3. л. 302 об.) В списке населённых мест Уржумского уезда на 1859 г. значится Могул (Шоймучаш, Пибахтин) Конганурской волости. Расположена по Немдыкукмарскому сельскому тракту при речке Шуе. В деревне − 17 дворов, проживали 72 мужчины и 77 женщин. Жители православного вероисповедания и язычники, русские и черемисы. Кроме хлебопашества других промыслов не было. (Основание: ф. 574, оп. 1,д. 75,л. 42 об,43,57 об.) В вопросном листке по деревне Мугул (Шуймучаш, Пибахтин) Немдыкукмарского сельского общества Конганурской волости Уржумского уезда на 1887 г. сообщается, что деревня расположена в 5 верстах от волостного правления: в деревне — 19 дворов. Все строения деревянные, крыши покрыты деревом. Приход села Тумьюмучаш. (Основание: ф. 574, оп. 1. д. 775, л. 65, 65 об.)В списке населённых мест Конганурской волости Уржумского уезда на 1887 г. указана деревня Верхний Мугул по речке Шуе и при ней выселок Пибахтин. В них проживали 70 мужчин и 78 женщин.(Основание: ф. 574, оп. 1.д. 1101,л. 257 об.). В 1891 году — 17 крестьянских хозяйств.
(Основание: ф. 54, оп. 1,д. 1791, л. 32 об., 33.) В 1920 г. деревня Пибахтино Конганурской волости передана из Вятской губернии в состав Марийской автономной области. В 1932 году крестьяне создали колхоз «У вий». Первым председателем стал Иосиф Семёнович Соломин. В 1956 году открыли сельский клуб. В 1963 году — фельдшерско-акушерский клуб. В 1958 году деревня была радиофицирована.
До апреля 2009 года деревня Пибахтино входила в состав Кукмаринского сельского поселения, которое было преобразовано и вошло в состав Верх-Ушнурского сельского поселения.

## Население
| 2010 |
| ---- |
| 98   |

Население — марийцы, исповедуют: язычество и православие. Священные рощи: 3 кюсото и 1 агавайрем.